# メンフィス・ミーツ
メンフィス・ミーツ（英語: Memphis Meats Inc)はカリフォルニア州バークレーに拠点を置く人工培養肉製造のベンチャー企業である。当初は「起源」を意味するラテン語にちなんで「Crevi Foods(クレヴィ・フード)」として設立された。

## 概要
心臓専門医ウマ・ヴァレティと生物学者ニコラス・ジェノヴェーゼにより設立された。植物由来の人工肉を手掛けるスタートアップは少なくないが、メンフィス・ミーツは生きた動物から取り出した細胞を培養して本物の食肉を製造している。この試みは2013年に初めて人工肉バーガーを生産したオランダのMosa Meat(モサ・ミート)に追随したもので2017年3月メンフィス・ミーツは世界で初めて人工家禽肉の生産に成功している。この人工肉のメリットとしては動物の屠殺が必要ないため宇宙環境などで肉を獲ることができる。牛の飼育に数年かかるのに対し人工肉の生産は数週間で済み、エネルギーや二酸化炭素排出量や水や土地が少なくてすむこと。細菌汚染のリスクが低く脂肪やコレステロール値の調整が可能で心臓疾患や糖尿病の危険も減らすことなどが挙げられている。

## 人工肉の製造方法
契約農家が育てている生きた動物から筋肉細胞や脂肪、結合組織を採取してメンフィス・ミーツへ細胞片を発送し、メンフィス・ミーツは届いた細胞片を液体窒素で急速冷凍した後に蘇生を行い増殖しやすく再生能力に優れた細胞のみ選別してバイオリアクターにかけて細胞培養を行っている。細胞の成長にはタンパク質、脂肪、ホルモン、炭水化物、ビタミン、ミネラルを配合した特殊な培養液を配合して用いるが、この培養液の配合は細胞の成長に合わせて変えている。最終的に体積を増やす工程に入ると、実際の子牛を育てる飼料のようにタンパク質と脂質を中心としたシンプルな配合の培養液が用いられ充分な大きさになるまで育てられる。

## 人工肉の課題
従来用いられてきた細胞培養液には牛の胎児から抽出したウシ胎児血清を用いるため非常にコストがかかっていた。メンフィス・ミーツはウシ胎児血清を用いず、非動物由来の成分による成長血清の生成に取り組んでいる。生成自体は成功したが安価で大量に生成するには至っておらずコスト問題を依然抱えている。人工肉のコストは先駆者であるモサ・ミートの人工肉バーガーは1ポンド(454g)あたり2013年では105万6,000ドル、2017年には9,000ドル要しており、メンフィス・ミーツも当初は1ポンドあたり1万8,000ドル、18年1月時点で2,400ドルのコストがかかると言われている。

## 沿革
- 2013年8月 - オランダのモサ・ミート社が世界初の人工肉バーガーを発表
- 2015年12月8日 - クレヴィ・フード設立
- 2016年2月16日 - 人工培養牛肉で作ったミートボールのビデオを公開[5][6]
- 2017年3月15日 - 世界初の人工家禽肉を発表[7]
- 2017年3月21日 - 人工家禽肉を用いた養鶏と鴨肉の料理ビデオを公開[8]
- 2017年8月23日 - シリーズAラウンドでDFJ、ビル・ゲイツ、リチャード・ブランソンより1,700万ドル調達[9]
- 2018年1月29日 - 食肉大手タイソン・フーズから資金調達[10]
- 2020年1月22日 - シリーズBラウンドでソフトバンクグループ、ノーウェスト、テマセク・ホールディングス、穀物大手カーギルおよび既存投資家より1億6,100万ドル調達[11]